# Арановський Марк Генріхович
Марк Генріхович Арановський (25 серпня 1928 — 16 грудня 2009) — російський музикознавець. Заслужений діяч мистецтв Росії.
Народився в родини інженера-економіста Генріха Григоровича Арановского і його дружини Пановко Софії Іллівни. Закінчив Ленінградську консерваторію (1952), учень Емілії Фрід, потім 1966 року закінчив аспірантуру Ленінградського інституту театру, музики та кінематографії (кандидатська дисертація «Мелодійний стиль Сергія Прокоф'єва»).
Доктор мистецтвознавства (1981, дисертація «Російська симфонія післявоєнного часу».
В 1966–1980 старший науковий співробітник Ленінградського інституту театру, музики та кінематографії.
З 1980 працював у Державному інституті мистецтвознавства в Москві (від 1991 завідувач відділу музики, від 1993 професор).

## Основні праці
- «Мелодика Прокоф'єва» (на основі кандиданьської дисертації), 1969.
- «Симфонічні шукання» (1979).
- «Синтаксична структура мелодії» (1991).
- «Музичний текст. Структура та властивості» (1998).
- Підготував факсимільне видання, транскрипцію та музикознавчий коментар «Початкового плану» опери М. І. Глінки «Руслан і Людмила» (2004).